# Miami Classic 1984
Miami Classic 1984 — тенісний турнір, що проходив на відкритих кортах з ґрунтовим покриттям у Маямі (США). Належав до Світової чемпіонської серії Вірджинії Слімс 1984. Тривав з 2 до 8 квітня 1984 року. Перша сіяна Лаура Аррая здобула титул в одиночному розряді.

## Фінальна частина

### Одиночний розряд
Лаура Аррая —  Петра Губер 6–3, 6–3.
- Для Арраї це був перший титул за сезон і другий - у кар'єрі.

### Парний розряд
Пат Медрадо /  Івонн Вермак —  Кейт Летем /  Джанет Ньюберрі 5–7, 6–3, 6–3.
- Для Медрадо це був перший титул за сезон і третій - за кар'єру. Для Вермак це був другий титул за сезон і шостий - за кар'єру.